# Yamata no Orochi
Yamata no orochi (orochi) är inom japansk mytologi ett monster med åtta huvuden och åtta svansar som liknade en drake/orm.
Enligt legenden blev monstret besegrat av stormkamin Susanoo-no-mikoto genom att ställa fram åtta tunnor med sake som den drack och blev berusad och sedan högg Susanoo-no-mikoto av hans åtta huvuden, ett efter ett.